# Ginza

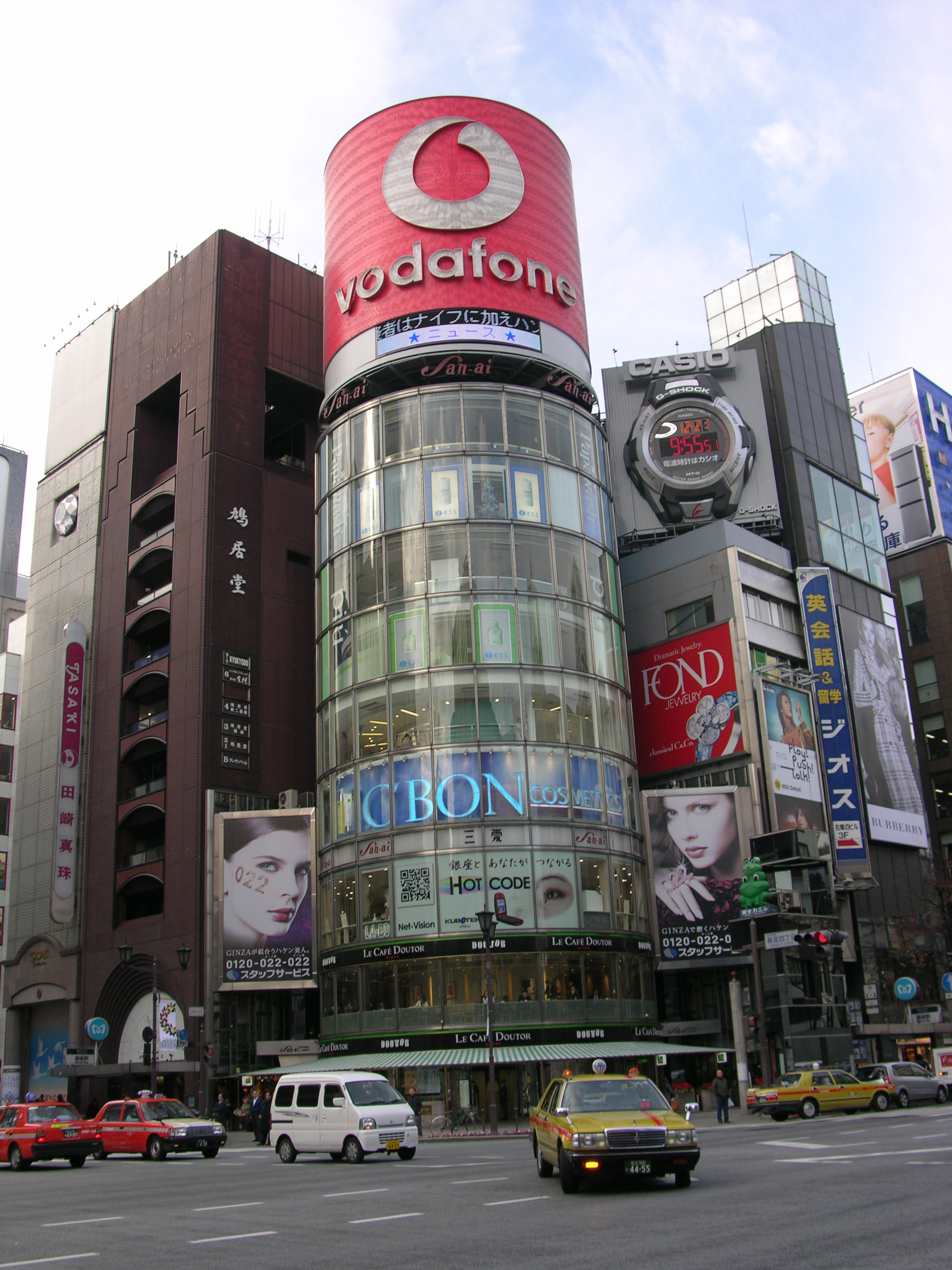
Edifici San'ai, a la cantonada de Yom-Chome

Ginza (銀座) és un districte del barri especial de Chūō, a Tòquio (Japó). Ginza està situat al sud de Yaesu i Kyobashi, a l'oest del districte de Tsukiji, l'est de Yurakucho i Uchisaiwaicho i al nord de Shinbashi. És famós per la concentració de grans magatzems, botigues i restaurants.
Ginza era un territori pantanós durant l'època en què Tokugawa Ieyasu es traslladà a Edo. Els comerciants van començar a poblar l'àrea, fins que el 1612 es va construir una casa de la moneda a la zona, la qual va donar-li el nom, ja que Ginza significa "lloc de la plata".
La urbanització va ser arrasada pel foc el 1872.Poc després de l'incendi, Colin Alexander McVean, el topògraf en cap de les Obres Públiques sota la direcció de Yamao Yozo, va preparar plans de remodelació, però els dissenys d'execució van ser proporcionats per l'enginyer nascut a Irlanda Thomas Waters; Aleshores, la zona es va veure poblada amb edificis de dos i tres pisos, juntament amb un passeig comercial al carrer que unia el pont Shinbashi amb el pont Kyōbashi. La majoria d'aquests edificis es van anar derruint per donar pas a construccions més grans. En sobreviu la botiga departamental Wako, a Chuo-Dori.
Al llarg del segle xx, Ginza va concentrar les influències occidentals més importants del país, el que s'ha vist reforçat per la localització dels centres corporatius de diverses companyies transnacionals, com la Sony Corporation. La seva història recent l'ha vist com un lloc destacat de botigues de luxe occidentals com ara Louis Vuitton i Giorgio Armani. Ginza és una destinació popular els caps de setmana, ja que la principal artèria nord-sud ha estat tancada al trànsit des de la dècada de 1960, sota el mandat del governador Ryokichi Minobe.